# 血も涙もなく (2024年のテレビドラマ)
『血も涙もなく』（朝: 피도 눈물도 없이）は2024年韓国のテレビドラマ。2024年1月22日から6月14日にかけてKBS2連続ドラマ枠で放送された。
幼少時、両親の離婚で引き裂かれた姉妹が再会し繰り広げる愛憎ドラマ。

## キャスト
イ・ヘウォン：イ・ソヨン
主人公。ジュダン芸術財団統括チーム長。
ペ・ドウン/イ・スジ：ハ・ヨンジュ
ヘウォンの実妹。ボラム福祉財団代表。
ペク・ソンユン：オ・チャンソク
弁護士。
ユン・ジチャン：チャン・セヒョン
ヘウォンの夫。YJグループ戦略企画チーム長。
ユン・イチョル：チョン・チャン
ドウンの夫。YJグループ代表。

## スタッフ
- 演出：キム・シニル、チェ・ジョンウン[1][2]
- 脚本：キム・ギョンヒ[1][2]

## 放送期間
- 2024年1月22日 - 6月14日
  - 毎週月曜 - 金曜、19時50分 - 20時30分

### 日本での放送
日本での放送は2024年4月10日、KBSワールドで開始された。
- 2024年4月10日 - 10月3日
  - 毎週水曜・木曜、22時00分 - 23時20分（2話連続）
    - 毎週日曜日、7時45分 - 10時30分（4話連続）※再放送
      - 毎週月曜・火曜、15時15分 - 16時30分（2話連続）※再々放送